# Daniel af Moskva
Daniel Aleksandrovitj (russisk: Даниил Александрович, tr. Daniil Aleksandrovitj) (1261-1303) var en russisk middelalderfyrste, som blev stamfar til storfyrsterne af Moskva, der kom til at danne grundlag for det senere russiske kejserdømme.
Daniel var yngste søn af storfyrste af Novgorod og Vladimir Alexander Nevskij. Han var kun to år gammel, da faren døde, og arvede de områder af fyrstedømmerne, der blev anset for at være mindst værdifulde, heriblandet handelsposten Moskva.
Efter mongolernes invasion af Rusland var landet præget af uro og jævnlige oprør mod det fremmede overherredømme, men Daniel var kendt for at være en fredelig leder og gik sjældent i krig på trods af de urolige tider. Daniel formåede alligevel at udvide Moskvas indflydelse i løbet af sin regeringstid, blandt andet blev Kolomna erobret fra Fyrstendømmet Rjazan og han fik testamenteret Pereslavl-Zalesskij af sin nevø.
Daniel siges at have grundlagt Danilov-klosteret i Moskva. Han blev helligkåret af den russisk-ortodokse kirke i 1652.